# Hjalmar Branting
Karl Hjalmar Brantingⓘ (23.11.1860 –  24.2.1925) là một chính trị gia Thụy Điển và đã được thưởng giải Nobel Hòa bình năm 1921 (cùng với Christian Lange).

## Cuộc đời và sự nghiệp
Hjalmar Branting sinh tại Stockholm, là con của Lars Gabriel Branting (1799-1881) và Emma af Georgii (1821-1880). Hai ông bà ly dị năm 1869 và lại tái kết hôn với nhau năm 1973.
Hjalmar Branting kết hôn với nữ ký giả Anna Matilda Charlotte Jäderin (sinh 1855) năm 1884. Họ có hai người con: Georg (sinh 1887) và Sonja (sinh 1890), đều là luật sư và nghị sĩ trong Nghị viện Thụy Điển.
Branting học ở trường Beskowska, một trường tư ở Stockholm, rồi trường Đại học Uppsala từ năm 1878 tới năm 1882. Ông học ngành Thiên văn toán học, rồi làm phụ tá ở Đài thiên văn Stockholm; nhưng ông từ bỏ việc làm khoa học để trở thành nhà báo năm 1884. Ông bắt đầu biên tập nhật báo Social-Demokraten (Dân chủ Xã hội) năm 1886 cùng với August Palm, một trong các người chủ chốt thành lập Đảng Dân chủ Xã hội Thụy Điển năm 1889, và cũng là Nghị sĩ đầu tiên của đảng trong Nghị viện Thụy Điển từ năm 1896.
Ông là lãnh đạo đảng Dân chủ Xã hội Thụy Điển từ năm 1907 tới 1925, và đã làm thủ tướng Thụy Điển trong 3 nhiệm kỳ khác nhau (1920, 1921–1923, và 1924–1925). Khi đảng của ông thắng trong cuộc tổng tuyển cử 1920, ông là người đầu tiên thuộc đảng Dân chủ Xã hội lên làm thủ tướng Thụy Điển. Khi lên làm thủ tướng lần thứ hai trong cuộc tổng tuyển cử năm 1921, ông là chính trị gia thuộc đảng Xã hội đầu tiên ở châu Âu thắng tiếp trong cuộc bầu cử theo thể thức phổ thông đầu phiếu.
Ông lãnh đạo các người Dân chủ Xã hội chống đối cuộc chiến tranh nhằm giữ Na Uy thống nhất với Thụy Điển. Khi cuộc khủng hoảng Na Uy xảy ra năm 1905, ông đã đặt ra khẩu hiệu "Nhà vua, Không được đụng tới Na Uy!. Các người Dân chủ Xã hội tổ chức việc kháng cự lệnh gọi nhập ngũ quân trừ bị và tổ chức cuộc tổng đình công chống chiến tranh. 
Hjalmar Branting chấp nhận việc xét lại chủ nghĩa Marx của Eduard Bernstein và trở thành một người theo chủ nghĩa xã hội cải cách, ủng hộ việc chuyển tiếp cách hòa bình từ chủ nghĩa tư bản sang chủ nghĩa xã hội. Ông tin rằng nếu các công nhân bỏ phiếu thì việc đó sẽ đạt được thông qua con đường nghị viện.
Branting ủng hộ cuộc Cách mạng Tháng Hai ở Nga năm 1917. Ông theo phái Menshevik và bảo vệ chính phủ của Kerensky, người mà ông đã đích thân tới thăm ở Petrograd.
Khi cuộc Cách mạng Tháng Mười nổ ra trong cùng năm, Branting lên án việc phái Bolshevik cướp chính quyền. Đảng Dân chủ Xã hội Thụy Điển chia rẽ về vấn đế này và "Liên đoàn Thanh niên Cánh Tả Thụy Điển" cùng bộ phận cách mạng trong Đảng Dân chủ Xã hội đã ly khai để lập "Đảng Cánh Tả Thụy Điển" do Zeth Höglund đứng đầu. Nhóm này đã sớm trở thành Đảng Cộng sản Thụy Điển. Nhưng sau đó Zeth Höglund đã trở lại Đảng Dân chủ Xã hội và đã viết một quyển tiểu sử (2 tập) về Hjalmar Branting.
Khi làm thủ tướng Branting đã đưa Thụy Điển vào Hội Quốc Liên và cá nhân ông đã hoạt động như một đại biểu trong tổ chức này. Khi nổ ra vấn đề liệu quần đảo Åland có được trao cho Thụy Điển sau khi Phần Lan độc lập từ Nga hay không, Branting đã để cho "Hội Quốc Liên" quyết định vấn đề này.
Ông được thưởng giải Nobel Hòa bình năm 1921 (cùng với Christian Lange, người Na Uy) về việc làm của ông trong "Hội Quốc Liên".
Ở Stockholm có một đài tưởng niệm Branting. Ở Göteborg có một trạm xe điện và xe bus mang tên ông. Ngoài ra ở Copenhagen (Đan Mạch) cũng có một đường phố mang tên ông.

## Các sách của Branting
- (1904, 1906) Socialdemokratins århundrade
- (1913) Varför det var rätt att antaga pensionförsäkringslagen
- (1914) Den politiska krisen: Dess innebörd, uppkomst och första förlopp
- (1919) Demokratins genombrott

## Các sách viết về Branting
- Hugo Vallentin, Hjalmar Branting: A Character Sketch of the Swedish Socialist Leader, (1917)
- Gerhard Magnusson, Socialdemokratin i Sverige, Första bandet: I brytningstider. Andra bandet: I kamptider. Tredje bandet: I ansvarstider, (1920-24)
- Ramsay MacDonald, Ebert and Branting: Helmsmen in Europe's Storm and Stress Period, (1925)
- Zeth Höglund m fl, Tal och skrifter i urval, (1927-30), 11 delar.
- Zeth Höglund, Hjalmar Branting och hans livsgärning, (1928-29)
- Anna Branting, Min långa resa: Boken om Hjalmar och mig, (1945)
- John Lindgren, Från Per Götrek till Per Albin: Några drag ur den svenska socialdemokratins historia, (1946)
- Per A. Hansson, Demokratisk linje: Tal och artiklar, (1948)
- Zeth Höglund, Hjalmar Branting, (1949)
- Morgon-Tidningen, Hjalmar Branting: Statsmannen och människan (1950)
- Ture Nerman, Hjalmar Branting: Kulturpublicisten, (1958)
- Ture Nerman, Hjalmar Branting: Fritänkaren, (1960)
- Alvar Alsterdal och Ove Sandell, Hjalmar Branting: Socialism och demokrati, (1970)
- Nils-Olof Franzén, Hjalmar Branting och hans tid, (1985)